# Jean Reibrach
Jean Chabrier dit Jean Reibrach, né le 16 octobre 1853 à Givors et mort le 14 janvier 1927 à Andernos-les-Bains, est un écrivain et scénariste français.

## Biographie
Sous le pseudonyme anagrammatique de « Jean Reibrach », ce fils de militaire est l'auteur d'une vingtaine de romans publiés entre 1889 et 1918. Son style est qualifié par la critique de naturaliste.
Il livre à partir de 1884 des récits (ou contes de presse) à des revues comme La Revue politique et littéraire, à La Nouvelle Revue, à la Nouvelle Revue internationale, à L'Écho de Paris, La Lanterne — à ces deux derniers titres, il fut le plus fidèle —, La Révolte, Le Fin de siècle, à La Quinzaine, au Siècle, à La Grande Revue, au Journal, au Magazine littéraire et La Vie moderne.
En novembre 1890, la presse révèle qu'il est capitaine d'infanterie dans l'Armée française sous son nom de naissance (« Jean Chabrier »), et qu'en publiant La Gamelle, une vive satire du milieu militaire, il est contraint à la démission, effective en janvier 1891, après un effet de scandale,.
En juin 1892, Georges Docquois adapte pour les planches, Mélie, l'une de ses nouvelles, au Théâtre-Libre, et les deux hommes poursuivront leur collaboration au Grand-Guignol. En 1901, il s'associe à André de Lorde pour produire une pièce comique, En rire ?.
Dans les années 1910, il s'essaye au cinématographe : il est l'auteur de deux scénarios, et d'un court métrage, Le Bon Agent (1910), dans lequel figure entre autres, Germaine Dermoz.

## Œuvre

### Ouvrages publiés
- Un coin de bataille ; Les Vieux ; Brossamain ; Le Fermier de La Hunaudière ; Le Secret de Salvayre, Paris, Charpentier, 1889.
- La Gamelle, Paris, Charpentier & Fasquelle, 1890.
- La Vie brutale, Paris, Charpentier & Fasquelle, 1892.
- Aller et retour, Paris, Charpentier & Fasquelle, 1893.
- La Femme à Pouillot, Paris, Flammarion, 1893.
- Le Poison, Paris, Flammarion, 1893.
- Les lendemains, Paris, P. Ollendorff, 1894.
- Éternelle énigme, Paris, Calmann Lévy, 1895.
- La Crise, Paris, Calmann Lévy, 1896.
- Par l'amour, Paris, P. Ollendorff, 1896.
- La Force de l'amour, Paris, P. Ollendorff, 1898 ; rééd. coll. In Extenso, 1915.
- L'Aube, coll. « Le Monde Moderne », Paris, A. Quantin, 1899.
- À l'aube, Paris, P. Ollendorff, 1900 — prix Montyon ; rééd. coll. In Extenso, 1912.
- La Nouvelle Beauté, Paris, Calmann Lévy, 1903.
- Les sirènes, Paris, Calmann Lévy, 1903 ; rééd. coll. In Extenso, 1918.
- La Houle, Paris, Librairie universelle, 1906.
- Au fond du cœur, coll. « Le roman inédit » no 3, illustré par A. de Parys (d), Paris, Éditions Albert Méricant, [1910].

### Scénarios et réalisations

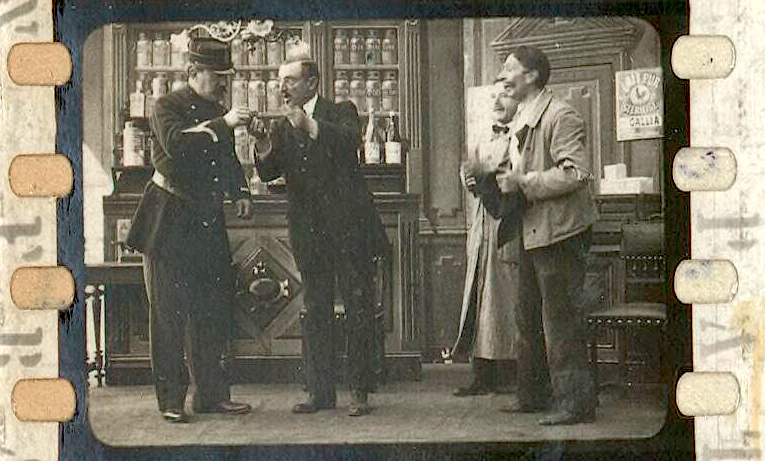
Le Bon Agent, photogramme (BnF).

- 1909 : La Dernière Conquête (scénariste)
- 1910 : Le Bon Agent (réalisateur)
- 1911 : Voleur d'amour (scénariste)
- 1912 : Un nouvel exploit de Rigadin (scénariste)